# Gerard Koel
Gerard Hendrik Koel (nascido em 16 de janeiro de 1941) é um ex-ciclista holandês que foi profissional entre 1962 e 1973. Competiu nos Jogos Olímpicos de Verão de 1964 em Tóquio, conquistando uma medalha de bronze na perseguição por equipes de 4 km, junto com Cor Schuuring, Henk Cornelisse e Jaap Oudkerk. No ano de 1996, tornou-se profissional e venceu duas etapas de seis dias: em Madrid em 1967 e em Amsterdã em 1973, bem como uma etapa do Tour de Olympia em 1965. Nacionalmente, conquistou títulos no sprint (1968, 1969) e scratch em 1970. Após de se aposentar de competições, Koel trabalhou como motorista para a televisão holandesa durante o Tour de France.